# Kościerzyna (gemeente)
De gemeente Kościerzyna is een landgemeente in het Poolse woiwodschap Pommeren, in powiat Kościerski.
De gemeente bestaat uit 35 administratieve plaatsen solectwo : Czarlina, Częstkowo, Dębogóry, Dobrogoszcz, Gostomie, Grzybowo, Juszki, Kaliska Kościerskie, Kłobuczyno, Korne, Kościerska Huta, Kościerzyna-Wybudowanie, Loryniec, Łubiana, Małe Stawiska, Mały Klincz, Mały Podleś, Niedamowo, Nowa Kiszewa, Nowa Wieś Kościerska, Nowy Klincz, Nowy Podleś, Puc, Rotembark, Sarnowy, Skorzewo, Stawiska, Sycowa Huta, Szarlota, Wąglikowice, Wdzydze Kiszewskie, Wielki Klincz, Wielki Podleś, Wieprznica, Zielenin
De zetel van de gemeente is in Kościerzyna.
Op 30 juni 2004 telde de gemeente 12 957 inwoners.

## Oppervlakte gegevens
In 2002 bedroeg de totale oppervlakte van gemeente Kościerzyna 310,15 km², waarvan:
- agrarisch gebied: 38%
- bossen: 46%

De gemeente beslaat 26,6% van de totale oppervlakte van de powiat.

## Demografie
Stand op 30 juni 2004:
| Omschrijving                   | Totaal | Totaal | Vrouwen | Vrouwen | Mannen | Mannen |
| ------------------------------ | ------ | ------ | ------- | ------- | ------ | ------ |
| eenheid                        | aantal | %      | aantal  | %       | aantal | %      |
| inwoners                       | 12 957 | 100    | 6399    | 49,4    | 6558   | 50,6   |
| bevolkingsdichtheid (inw./km²) | 41,8   | 41,8   | 20,6    | 20,6    | 21,1   | 21,1   |

In 2002 bedroeg het gemiddelde inkomen per inwoner 1559,35 zł.

## Plaatsen zonder de statussołectwo
Będominek, Czarne Pustkowie, Debrzyno, Dąbrówka, Fingrowa Huta, Garczyn, Gołuń, Gościeradz, Grzybowski Młyn, Kania, Kruszyna, Kula Młyn, Lizaki, Ludwikowo, Nowa Karczma, Owśnice, Owśniczka, Plon, Rybaki, Skoczkowo, Smolniki, Szenajda, Szludron, Wawrzynowo, Wygoda, Wętfie, Zabrody, Złotowo.

## Aangrenzende gemeenten
Dziemiany, Karsin, Kościerzyna, Liniewo, Lipusz, Nowa Karczma, Somonino, Stara Kiszewa, Stężyca, Sulęczyno